# Samuel Patrick Ofei Kumi
Samuel Patrick Ofei Kumi (gestorben spätestens 2018) war ein ghanaischer Diplomat.

## Werdegang
Im Februar 1973 wurde ihm das Agrément als Außerordentlicher und Bevollmächtigter Botschafter der Republik Ghana in der DDR erteilt. Am 11. Juli 1973 wurde Kumi vom stellvertretenden Staatsratsvorsitzenden Friedrich Ebert junior empfangen und zum Botschafter akkreditiert. Das Abschiedsgespräch mit dem Staatsratsvorsitzenden Willi Stoph fand am 24. Mai 1974 statt, Nachfolger im Amt des ghanaischen Botschafters wurde Andrew Kow Afful. Anschließend wurde Kumi als Botschafter in Ungarn mit Sitz in Budapest akkreditiert.